# مورتون فيلدمان
مورتون فيلدمان (بالإنجليزية: Morton Feldman)‏ هو موسيقي وملحن أمريكي، ولد في 12 يناير 1926 في نيويورك في الولايات المتحدة، وتوفي في 3 سبتمبر 1987 في بوفالو في الولايات المتحدة بسبب سرطان وسرطان البنكرياس.

## وصلات خارجية
- مورتون فيلدمان على موقع IMDb (الإنجليزية)
- مورتون فيلدمان على موقع الموسوعة البريطانية (الإنجليزية)
- مورتون فيلدمان على موقع ميوزك برينز (الإنجليزية)
- مورتون فيلدمان على موقع قاعدة بيانات برودواي على الإنترنت (الإنجليزية)
- مورتون فيلدمان على موقع إن إن دي بي (الإنجليزية)
- مورتون فيلدمان على موقع أول ميوزيك (الإنجليزية)
- مورتون فيلدمان على موقع ديسكوغز (الإنجليزية)
- مورتون فيلدمان على موقع كينوبويسك (الروسية)